# 價值投資

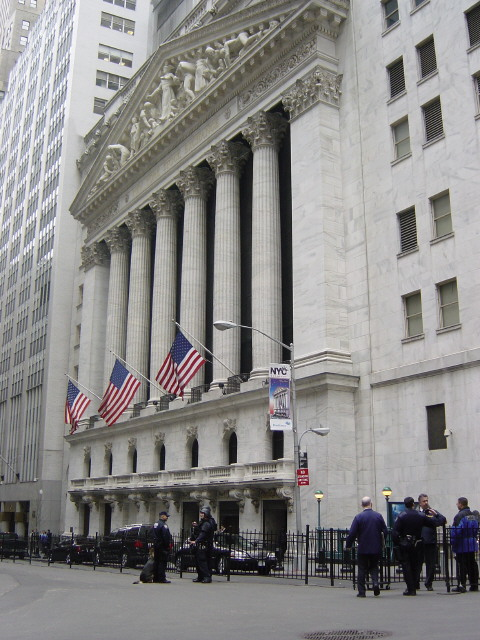
纽约证券交易所

價值投資是投資策略的一種，由班傑明·葛拉漢和大衛·多德所提出。其重點是透過基本面分析中的概念，例如現金流折現模型、股息殖利率、市盈率（P/E）、市净率（P/B）、企業價值倍數等去評估其內在價值 (金融)，去尋找並投資於一些股價低於內在價值的股票。和价值投资法所对应的是成長投資法。

## 基本概念
- 股票是公司的部分所有權
- 對於買入價格與公司資產估值之間的差距必須有足夠安全邊際
- 長期而言，股價會回歸到股票的內在價值
- 市場先生假說，市場是由價值投資者與投機者組成的，價值投資者必須尊重所有參與者
- 透過長期學習建立自己的投資能力圈，並只在能力圈內投資[1]

## 價值投資人不同看法

### 公司品質與股價
價值投資策略提出者葛拉漢採用的 Net-Net 投資法，相對公司品質更重視股價需遠低於清算價值，才有足夠的安全邊際，否則就算是好公司可能也不會投資，反之品質差公司夠便宜也可能投資，後人將其分類在深度價值（Deep Value）投資策略的一種。
巴菲特早期也是採用老師葛拉漢的 Net-Net 投資法，晚期時受到菲利普·費雪及查理·蒙格影響，投資風格混合了成長投資及品質投資策略，已非純粹深度價值投資策略，也會考慮公司成長性跟護城河等因素，相對低股價更重視公司品質而提出了「寧願用合理價買進好公司，也不要用便宜價買平庸公司」。

### 長期投資與否
葛拉漢也有持股是長期投資，但長期持有股票是讓股價回歸其內在價值的手段，並非鐵律，若買進股票後其股價短期就漲到超越其內在價值也會選擇賣出。
巴菲特晚期明顯更支持長期投資的概念，曾說出「如果你不打算持有這檔股票超過十年，那麼即使只有十分鐘也不應該持有」。但據查巴菲特投資股票的持有長度中位數其實只有一年，有三成持股甚至持有不到半年，真的持有十年以上的只佔4%。

## 常見誤解

### 不一定低本益比或低市净率
運用價值投資策略仍可能投資市場中相對高本益比（P/E）和高市净率（P/B）的股票，只要其股價低於估算出的內在價值且有足夠安全邊際，例如本益比100的股票不一定代表它被高估，有可能基本面研究後發現其股價仍低於內在價值。因此價值投資策略選擇的標的也可能符合成長投資策略。

### 與價值因子定義的價值股不同
因子投資中價值因子所定義的價值股則是指在全市場中相對低市盈率（P/E）或低市净率（P/B）等概念的股票，但低市盈率或低市净率的股票不一定代表其股價低於內在價值，因此投資價值股不一定符合價值投資策略，兩者是不同的概念。

## 參看
- 投资
- 成長投資
- 本杰明·格雷厄姆
- 大衛·多德（英语：David Dodd）
- 沃伦·巴菲特
- 智慧型股票投資人

## 價值投資的書籍
- Security Analysis（英语：Security Analysis (book)） (1934), by Benjamin Graham. ISBN 978-0-07-144820-8
- The Intelligent Investor (1949), by Benjamin Graham, ISBN	0-06-055566-1 (2008 edition)
- The Theory of Investment Value (1938), by John Burr Williams. ISBN 978-0-87034-126-7
- The Intelligent Investor (1949), by Benjamin Graham. ISBN 978-0-06-055566-5
- Common Stocks and Uncommon Profits (1958), by Philip Arthur Fisher. ISBN 978-0-471-11927-2
- You Can Be a Stock Market Genius (1997), by Joel Greenblatt. ISBN 978-0-684-84007-9.
- Contrarian Investment Strategies: The Next Generation (1998), by David Dreman. ISBN 978-0-684-81350-9.
- The Essays of Warren Buffett (2001), edited by Lawrence A. Cunningham （页面存档备份，存于）. ISBN 978-0-9664461-1-1.
- The Little Book That Beats the Market (2006), by Joel Greenblatt. ISBN 978-0-471-73306-5.
- The Little Book of Value Investing (2006), by Chris Browne. ISBN 978-0-470-05589-2.
- 曾廣標 著. .   [2012-10-28]. ISBN 9789626786949. （原始内容存档于2019-09-14）.

## 外部連結
- Warren Buffett's Letters to his Shareholders （页面存档备份，存于）
- Superinvestors of Graham and Doddsville[永久]
- The Evolution of the Idea of "Value Investing": From Benjamin Graham to Warren Buffett （页面存档备份，存于）
- What has Worked in Investing
- First Class Management (FCM) （页面存档备份，存于） is a special situations-focused investment partnership based in Hong Kong.

## 文獻
1. ↑   作者：李彔LouisLi. . 遠見天下文化出版股份有限公司, 2020. 2020-10-30: 頁數. ISBN 9789865535919 （中文（臺灣））.
2. ↑  .   [2024-01-10]. （原始内容存档于2024-03-27）.